# Бадентер, Робер
Робер Бадентер (также Бадинтер, фр. Robert Badinter; 30 марта 1928[…], XVI округ Парижа — 9 февраля 2024, VI округ Парижа) — французский политик и юрист, министр юстиции (1981—1986), председатель Конституционного совета (1986—1995).
Известен своей борьбой против смертной казни во Франции, окончившейся её отменой в 1981 году. Также провёл судебную реформу, в результате которой в 1992 году был принят новый Уголовный кодекс.

## Биография
Родители — бессарабские евреи Симон Абрамович Бадинтер (1895—1943), уроженец Теленешт, и Шарлотта Шулимовна Розенберг (1899—?), родом из Единец, бежавшие от погромов вo время Гражданской войны (отец прибыл во Францию в 1919 году, мать — в 1921 году). Родители заключили брак в 1923 году уже в Париже. В 1943 году его отец, выпускник кишинёвской гимназии, экономического факультета Московского университета и инженерной школы в Нанси, был схвачен нацистами в Лионе и отправлен в концентрационный лагерь Освенцим, где погиб.
Робер Бандентер в 1947 году получил степень бакалавра искусств в Парижском университете, а в 1948 году — степень бакалавра права в Парижской школе права.
В 1951—1981 годах — адвокат в Апелляционном суде Парижа. Практиковал как сооснователь фирмы «Бадентер, Бреден и партнёры» (фр. Badinter, Bredin and partners).
В 1954—1958 годах занимался практической работой на факультете права Парижского университета.
Занимал должности доцента (фр. professeur agrégé) на факультетах права в университетах Дижона (1966), Безансона (1968—1969), Амьена (1969—1974), а также в университете Париж I (1974).
В 1981—1986 годах являлся министром юстиции Франции во 2-м и 3-м правительствах премьер-министра Пьера Моруа (1981—1984) и в правительстве премьер министра Лорана Фабиуса (1984—1986). Был назначен президентом-социалистом Франсуа Миттераном на эту должность, хотя Бадентер был богатым юристом и не был членом Социалистической партии, что первоначально вызвало недовольство социалистов.
C 1981 года — председатель комиссии по пересмотру Уголовного кодекса (новый кодекс был принят в 1991 году).
Среди сделанного во время его пребывания в должности министра, помимо отмены смертной казни, — декриминализация гомосексуальности, закрытие Государственного суда безопасности и постоянных военных трибуналов
В 1986—1995 годах — председатель Конституционного совета Франции по назначению президента Миттерана.
В 1991—1993 годах — председатель арбитражной комиссии Конференции по Югославии. Один из вдохновителей создания Международного трибунала по бывшей Югославии, участник создания Международного уголовного суда в Гааге.
В 1995—2011 годах — член Сената Франции, избранный от департамента О-де-Сен (запад Парижской агломерации), входил во фракцию Группа социалистов. Член комиссий Сената по законам и по европейским делам.

## Награды и звания
- Орден Томаша Гаррига Масарика I степени (2001 год, Чехия).
- Командор со звездой ордена Заслуг (1995 год, Венгрия).
- Орден «Стара-планина» I степени (9 января 1995 года, Болгария)[18].
- Орден «8 сентября» (2006 год, Македония).
- Почётный доктор в университетах Загребском университет (2003), Высшей школе коммерческих исследований Парижа (2006), Университете Невшателя (2009), Молдавском государственном университете (2010), Галатасарайском университете (2011), Брюссельском свободном университете (2013).
- Почётный председатель Общества против смертной казни[фр.] (2016) и Общества друзей Виктора Гюго[фр.] (2016).
- Член-корреспондент Хорватской академии наук и искусств (2014)[19].
- Член Американского философского общества (2009)